# لشکر ۸۱ (آفریقای غربی)
لشکر ۸۱ (انگلیسی: 81st) لشکر پیاده‌نظام نیروی زمینی بریتانیا بود، که در سال ۱۹۴۳ تأسیس شد و در سال ۱۹۴۵ منحل گردید.